# Phyllastrephus xavieri
El bulbul de Xavier (Phyllastrephus xavieri) es una especie de ave paseriforme de la familia Pycnonotidae propia de África.
Puede ser encontrada en los siguientes países: Camerún, República Centroafricana, República del Congo, República Democrática del Congo, Guinea Ecuatorial, Gabón, Nigeria, Tanzania y Uganda.